# Sigurd Ribbung
Sigurd Ribbung (... – 1226) è stato un nobile norvegese e pretendente al trono di Norvegia durante il periodo storico delle Guerre civili norvegesi. La fonte storica principale riguardo alla vita e alla ribellione di Sigurd Ribbung è la saga dei re riguardante Haakon Haakonsson scritta da Sturla Þórðarson negli anni 1260.

## Antefatti
Nell'epoca delle Guerre civili norvegesi, accadeva spesso che figli reali combattessero tra loro per il controllo del regno. Il periodo delle Guerre civili durò dal 1130 al 1240 e durante questo periodo i conflitti, di diversa portata e intensità, furono numerosi. Come causa di questi conflitti ci furono certamente le poco chiare leggi di successione norvegesi, le condizioni sociali e la lotta tra la Chiesa e il Re. Con il tempo si sono poi delineate due principali fazioni: i Birkebeiner e i Bagler.  Le due fazioni si scontrarono sempre attorno alle dispute sulla discendenza reale. Infatti i capi delle due fazioni furono sempre dei pretendenti al trono.
Sigurd era figlio di Erling Steinvegg, anch'egli pretendente al trono per la fazione Bagler. Alla morte del padre, Sigurd fu escluso dalla lotta al trono dallo stesso partito Bagler, che gli preferirono Philip Simonsson.